# Snowboard-Weltcup 1996/97
Der FIS Snowboard-Weltcup 1996/97 begann am 23. November 1996 im österreichischen Zell am See und endete am 16. März 1997 im französischen Morzine. Bei den Männern und Frauen wurden jeweils 37 Wettbewerbe ausgetragen. Die Gesamtweltcups sicherten sich der Österreicher Harald Walder und die Französin Karine Ruby.

## Männer

### Podestplätze
- GS = Riesenslalom
- SG = Super-G
- PSL = Parallel-Slalom
- SBX = Snowboardcross
- HP = Halfpipe

| Nr.                                                                     | Datum             | Austragungsort   | Disziplin | Sieger             | Zweiter             | Dritter             |
| ----------------------------------------------------------------------- | ----------------- | ---------------- | --------- | ------------------ | ------------------- | ------------------- |
| 1.                                                                      | 23. November 1996 | Zell am See      | SBX       | Helmut Pramstaller | Steve Persons       | Darren Chalmers     |
| 2.                                                                      | 28. November 1996 | Tignes           | PSL       | Karl Frenademez    | Peter Pichler       | Mathias Behounek    |
| 3.                                                                      | 29. November 1996 | Tignes           | GS        | Mike Jacoby        | Nicolas Conte       | Peter Pechhacker    |
| 4.                                                                      | 6. Dezember 1996  | Sestriere        | GS        | Ross Rebagliati    | Steve Persons       | Bernd Kroschewski   |
| 5.                                                                      | 7. Dezember 1996  | Sestriere        | SL        | Bernd Kroschewski  | Karl Frenademez     | Maxence Idesheim    |
| 6.                                                                      | 12. Dezember 1996 | Whistler         | SG        | Ross Rebagliati    | Steve Persons       | Jeff Greenwood      |
| 7.                                                                      | 13. Dezember 1996 | Whistler         | GS        | Mike Jacoby        | Peter Pechhacker    | Steve Persons       |
| 8.                                                                      | 14. Dezember 1996 | Whistler         | HP        | Jonas Gunnarsson   | Dan Smith           | Fredrik Sterner     |
| 9.                                                                      | 15. Dezember 1996 | Whistler         | HP        | Jonas Gunnarsson   | Drae Glover         | Daniel Andersson    |
| 10.                                                                     | 17. Dezember 1996 | Sun Peaks        | SBX       | Elmar Messner      | Andrew Murphy       | Rob Kingwill        |
| 11.                                                                     | 18. Dezember 1996 | Sun Peaks        | GS        | Mark Fawcett       | Rob Berney          | Jasey-Jay Anderson  |
| 12.                                                                     | 11. Januar 1997   | Lenggries        | GS        | Peter Pechhacker   | Harald Walder       | Stefan Kaltschütz   |
| 13.                                                                     | 12. Januar 1997   | Lenggries        | SL        | Jakob Bergstedt    | Stefan Kaltschütz   | Ulf Maard           |
| 14.                                                                     | 17. Januar 1997   | Kreischberg      | SBX       | Elmar Messner      | Alexander Koller    | Helmut Pramstaller  |
| 15.                                                                     | 18. Januar 1997   | Kreischberg      | PSL       | Dejan Košir        | Harald Walder       | Helmut Pramstaller  |
| 16.                                                                     | 19. Januar 1997   | Kreischberg      | HP        | Dan Smith          | Ross Powers         | Trevor Andrew       |
| 21. bis 26. Januar 1997: Snowboard-Weltmeisterschaften 1997 in Innichen |                   |                  |           |                    |                     |                     |
| 17.                                                                     | 31. Januar 1997   | Mont Sainte-Anne | SL        | Anton Pogue        | Dieter Moherndl     | Harald Walder       |
| 18.                                                                     | 1. Februar 1997   | Mont Sainte-Anne | GS        | Mathieu Chiquet    | Harald Walder       | Thomas Prugger      |
| 19.                                                                     | 2. Februar 1997   | Mont Sainte-Anne | HP        | Trevor Andrew      | Takashi Nishida     | Michael Michalchuk  |
| 20.                                                                     | 7. Februar 1997   | Mount Bachelor   | GS        | Peter Pechhacker   | Harald Walder       | Mark Fawcett        |
| 21.                                                                     | 8. Februar 1997   | Mount Bachelor   | HP        | Daniel Franck      | Trevor Andrew       | Fredrik Sterner     |
| 22.                                                                     | 9. Februar 1997   | Mount Bachelor   | SBX       | Alex Voyat         | Jason McAlister     | Anders Hagman       |
| 23.                                                                     | 14. Februar 1997  | Yakebitaiyama    | GS        | Dieter Krassnig    | Peter Pechhacker    | Dieter Happ         |
| 24.                                                                     | 15. Februar 1997  | Yakebitaiyama    | GS        | Dieter Happ        | Dieter Krassnig     | Martin Freinademetz |
| 25.                                                                     | 16. Februar 1997  | Kanbayashi       | HP        | Max Plötzeneder    | Ross Powers         | Markus Hurme        |
| 26.                                                                     | 19. Februar 1997  | Morioka          | SBX       | Mark Janbroers     | Anders Hagman       | Elmar Messner       |
| 27.                                                                     | 20. Februar 1997  | Morioka          | PSL       | Harald Walder      | Tom O’Brien         | Xavier Rolland      |
| 28.                                                                     | 28. Februar 1997  | Olang            | GS        | Thedo Remmelink    | Charlie Cosnier     | Peter Pechhacker    |
| 29.                                                                     | 1. März 1997      | Olang            | SL        | Karl Frenademez    | Helmut Pramstaller  | Harald Walder       |
| 30.                                                                     | 2. März 1997      | Olang            | HP        | Tom Matthews       | Jonas Gunnarsson    | Tommy Czeschin      |
| 31.                                                                     | 5. März 1997      | Grächen          | SBX       | Alex Voyat         | Willi Wieser        | Richard Richardsson |
| 32.                                                                     | 6. März 1997      | Grächen          | SL        | Anton Pogue        | Karl Frenademez     | Xavier Rolland      |
| 33.                                                                     | 8. März 1997      | Bardonecchia     | GS        | Mark Fawcett       | Felix Stadler       | Charlie Cosnier     |
| 34.                                                                     | 9. März 1997      | Bardonecchia     | PSL       | Maxence Idesheim   | Mathias Behounek    | Richard Richardsson |
| 35.                                                                     | 14. März 1997     | Morzine          | GS        | Fadri Mosca        | Peter Pechhacker    | Stefan Kaltschütz   |
| 36.                                                                     | 15. März 1997     | Morzine          | PSL       | Harald Walder      | Richard Richardsson | Karl Frenademez     |
| 37.                                                                     | 16. März 1997     | Morzine          | HP        | Dan Smith          | Jimi Scott          | Shin’ichi Watanabe  |

### Weltcupstände
| Rang | Name             | Punkte |
| ---- | ---------------- | ------ |
| 1.   | Harald Walder    | 1091   |
| 2.   | Peter Pechhacker | 897    |
| 3.   | Anton Pogue      | 820    |
| 4.   | Stefan Wurzacher | 805    |
| 5.   | Karl Frenademez  | 729    |
| 6.   | Elmar Messner    | 709    |
| 7.   | Dan Smith        | 699    |
| 8.   | Alex Voyat       | 687    |
| 9.   | Jonas Gunnarsson | 656    |
| 10.  | Maxence Idesheim | 654    |

| Rang | Name             | Punkte |
| ---- | ---------------- | ------ |
| 1.   | Peter Pechhacker | 6020   |
| 2.   | Harald Walder    | 4420   |
| 3.   | Ross Rebagliati  | 4280   |
| 4.   | Stefan Wurzacher | 4250   |
| 5.   | Mike Jacoby      | 4072   |
| 6.   | Mark Fawcett     | 3460   |
| 7.   | Rob Berney       | 3234   |
| 8.   | Thomas Prugger   | 3048   |
| 9.   | Maxence Idesheim | 2810   |
| 10.  | Charlie Cosnier  | 2656   |

| Rang | Name             | Punkte |
| ---- | ---------------- | ------ |
| 1.   | Karl Frenademez  | 5450   |
| 2.   | Harald Walder    | 5190   |
| 3.   | Anton Pogue      | 4060   |
| 4.   | Stefan Wurzacher | 3040   |
| 5.   | Maxence Idesheim | 2988   |
| 6.   | Xavier Rolland   | 2700   |
| 7.   | Ulf Maard        | 2410   |
| 8.   | Peter Pichler    | 2375   |
| 9.   | Dieter Moherndl  | 2370   |
| 10.  | Peter Pechhacker | 2360   |

| Rang | Name                | Punkte |
| ---- | ------------------- | ------ |
| 1.   | Elmar Messner       | 2990   |
| 2.   | Alex Voyat          | 2790   |
| 3.   | Richard Richardsson | 1790   |
| 4.   | Helmut Pramstaller  | 1600   |
| 5.   | Anton Pogue         | 1560   |
| 6.   | Klaus Sammer        | 1500   |
| 7.   | Mark Janbroers      | 1490   |
| 8.   | Alexander Koller    | 1470   |
| 9.   | Anders Hagman       | 1400   |
| 10.  | Willi Wieser        | 1340   |

| Rang | Name               | Punkte |
| ---- | ------------------ | ------ |
| 1.   | Jonas Gunnarsson   | 3770   |
| 2.   | Dan Smith          | 3680   |
| 3.   | Trevor Andrew      | 2980   |
| 4.   | Jimi Scott         | 2870   |
| 5.   | Takashi Nishida    | 2350   |
| 6.   | Ross Powers        | 2130   |
| 7.   | Pontus Ståhlkloo   | 1830   |
| 8.   | Fredrik Sterner    | 1816   |
| 9.   | Shin’ichi Watanabe | 1772   |
| 10.  | Michael Michalchuk | 1670   |

## Frauen

### Podestplätze
| Nr.                                                                     | Datum             | Austragungsort   | Disziplin | Sieger              | Zweiter                     | Dritter                     |
| ----------------------------------------------------------------------- | ----------------- | ---------------- | --------- | ------------------- | --------------------------- | --------------------------- |
| 1.                                                                      | 23. November 1996 | Zell am See      | SBX       | Marie Birkl         | Karine Ruby                 | Lynn Ott                    |
| 2.                                                                      | 28. November 1996 | Tignes           | PSL       | Karine Ruby         | Heidi Renoth                | Manuela Riegler             |
| 3.                                                                      | 29. November 1996 | Tignes           | GS        | Charlotte Bernard   | Karine Ruby                 | Isabelle Blanc              |
| 4.                                                                      | 6. Dezember 1996  | Sestriere        | GS        | Margherita Parini   | Birgit Herbert              | Rosey Fletcher              |
| 5.                                                                      | 7. Dezember 1996  | Sestriere        | SL        | Dorothée Fournier   | Dagmar Mair unter der Eggen | Alexandra Krings            |
| 6.                                                                      | 12. Dezember 1996 | Whistler         | SG        | Karine Ruby         | Lidia Trettel               | Sondra van Ert              |
| 7.                                                                      | 13. Dezember 1996 | Whistler         | GS        | Karine Ruby         | Lidia Trettel               | Dagmar Mair unter der Eggen |
| 8.                                                                      | 14. Dezember 1996 | Whistler         | HP        | Natasza Zurek       | Maëlle Ricker               | Tara Teigen                 |
| 9.                                                                      | 15. Dezember 1996 | Whistler         | HP        | Tara Teigen         | Kelly Kaye                  | Natasza Zurek               |
| 10.                                                                     | 17. Dezember 1996 | Sun Peaks        | SBX       | Cammy Potter        | Karine Ruby                 | Isabel Zedlacher            |
| 11.                                                                     | 18. Dezember 1996 | Sun Peaks        | GS        | Isabel Zedlacher    | Sondra van Ert              | Rosey Fletcher              |
| 12.                                                                     | 11. Januar 1997   | Lenggries        | GS        | Lidia Trettel       | Heidi Renoth                | Karine Ruby                 |
| 13.                                                                     | 12. Januar 1997   | Lenggries        | SL        | Heidi Renoth        | Isabel Zedlacher            | Marie Birkl                 |
| 14.                                                                     | 17. Januar 1997   | Kreischberg      | SBX       | Manuela Riegler     | Karine Ruby                 | Isabel Zedlacher            |
| 15.                                                                     | 18. Januar 1997   | Kreischberg      | PSL       | Marie Birkl         | Heidi Renoth                | Stacia Hookom               |
| 16.                                                                     | 19. Januar 1997   | Kreischberg      | HP        | Nicola Thost        | Nicole Fischer              | Maëlle Ricker               |
| 21. bis 26. Januar 1997: Snowboard-Weltmeisterschaften 1997 in Innichen |                   |                  |           |                     |                             |                             |
| 17.                                                                     | 31. Januar 1997   | Mont Sainte-Anne | SL        | Marion Posch        | Heidi Renoth                | Karine Ruby                 |
| 18.                                                                     | 1. Februar 1997   | Mont Sainte-Anne | GS        | Marion Posch        | Dagmar Mair unter der Eggen | Sondra van Ert              |
| 19.                                                                     | 2. Februar 1997   | Mont Sainte-Anne | HP        | Sabrina Sadeghi     | Leslee Olson                | Maëlle Ricker               |
| 20.                                                                     | 7. Februar 1997   | Mount Bachelor   | GS        | Margherita Parini   | Sondra van Ert              | Karine Ruby                 |
| 21.                                                                     | 8. Februar 1997   | Mount Bachelor   | HP        | Tricia Byrnes       | Aurelie Sayres              | Leslee Olson                |
| 22.                                                                     | 9. Februar 1997   | Mount Bachelor   | SBX       | Karine Ruby         | Candice Drouin              | Maëlle Ricker               |
| 23.                                                                     | 14. Februar 1997  | Yakebitaiyama    | GS        | Karine Ruby         | Brigitte Köck               | Birgit Herbert              |
| 24.                                                                     | 14. Februar 1997  | Yakebitaiyama    | GS        | Brigitte Köck       | Karine Ruby                 | Lisa Kosglow                |
| 25.                                                                     | 16. Februar 1997  | Kanbayashi       | HP        | Stine Brun Kjeldaas | Nicola Pederzolli           | Tricia Byrnes               |
| 26.                                                                     | 19. Februar 1997  | Morioka          | SBX       | Manuela Riegler     | Sondra van Ert              | Karine Ruby                 |
| 27.                                                                     | 20. Februar 1997  | Morioka          | PSL       | Karine Ruby         | Dorothée Fournier           | Marion Posch                |
| 28.                                                                     | 28. Februar 1997  | Olang            | GS        | Karine Ruby         | Margherita Parini           | Isabel Zedlacher            |
| 29.                                                                     | 1. März 1997      | Olang            | SL        | Marion Posch        | Karine Ruby                 | Dagmar Mair unter der Eggen |
| 30.                                                                     | 12. März 1997     | Olang            | HP        | Siw Alida Renander  | Alessandra Pescosta         | Annemarie Uliasz            |
| 31.                                                                     | 5. März 1997      | Grächen          | SBX       | Sondra van Ert      | Claudia Riegler             | Ursula Fingerlos            |
| 32.                                                                     | 6. März 1997      | Grächen          | SL        | Isabel Zedlacher    | Karine Ruby                 | Heidi Renoth                |
| 33.                                                                     | 8. März 1997      | Bardonecchia     | GS        | Rosey Fletcher      | Margherita Parini           | Lidia Trettel               |
| 34.                                                                     | 9. März 1997      | Bardonecchia     | PSL       | Karine Ruby         | Isabel Zedlacher            | Marion Posch                |
| 35.                                                                     | 14. März 1997     | Morzine          | GS        | Maria Pichler       | Sondra van Ert              | Lidia Trettel               |
| 36.                                                                     | 15. März 1997     | Morzine          | PSL       | Karine Ruby         | Manuela Riegler             | Birgit Herbert              |
| 37.                                                                     | 16. März 1997     | Morzine          | HP        | Doriane Vidal       | Siw Alida Renander          | Kaori Takeyama              |

### Weltcupstände
| Rang | Name                        | Punkte |
| ---- | --------------------------- | ------ |
| 1.   | Karine Ruby                 | 1638   |
| 2.   | Sondra van Ert              | 1080   |
| 3.   | Manuela Riegler             | 1006   |
| 4.   | Heidi Renoth                | 977    |
| 5.   | Isabel Zedlacher            | 969    |
| 6.   | Marion Posch                | 927    |
| 7.   | Dagmar Mair unter der Eggen | 910    |
| 8.   | Claudia Riegler             | 803    |
| 9.   | Lidia Trettel               | 800    |
| 10.  | Margherita Parini           | 736    |

| Rang | Name                        | Punkte |
| ---- | --------------------------- | ------ |
| 1.   | Karine Ruby                 | 6590   |
| 2.   | Margherita Parini           | 5420   |
| 3.   | Sondra van Ert              | 5320   |
| 4.   | Lidia Trettel               | 5300   |
| 5.   | Maria Pichler               | 4000   |
| 6.   | Dagmar Mair unter der Eggen | 3960   |
| 7.   | Isabel Zedlacher            | 3950   |
| 8.   | Rosey Fletcher              | 3726   |
| 9.   | Marion Posch                | 3460   |
| 10.  | Birgit Herbert              | 3450   |

| Rang | Name                        | Punkte |
| ---- | --------------------------- | ------ |
| 1.   | Karine Ruby                 | 6700   |
| 2.   | Heidi Renoth                | 5360   |
| 3.   | Marion Posch                | 4650   |
| 4.   | Dagmar Mair unter der Eggen | 4110   |
| 5.   | Isabel Zedlacher            | 4040   |
| 6.   | Dorothée Fournier           | 3850   |
| 7.   | Manuela Riegler             | 3390   |
| 8.   | Claudia Riegler             | 3030   |
| 9.   | Alexandra Krings            | 2740   |
| 10.  | Birgit Herbert              | 2730   |

| Rang | Name             | Punkte |
| ---- | ---------------- | ------ |
| 1.   | Karine Ruby      | 4000   |
| 2.   | Manuela Riegler  | 2910   |
| 3.   | Sondra van Ert   | 2740   |
| 4.   | Isabel Zedlacher | 2320   |
| 5.   | Lynn Ott         | 2210   |
| 6.   | Claudia Riegler  | 2120   |
| 7.   | Marie Birkl      | 2000   |
| 8.   | Ursula Fingerlos | 1570   |
| 9.   | Candice Drouin   | 1550   |
| 10.  | Maëlle Ricker    | 1340   |

| Rang | Name               | Punkte |
| ---- | ------------------ | ------ |
| 1.   | Tara Teigen        | 3350   |
| 2.   | Sabrina Sadeghi    | 2620   |
| 3.   | Maëlle Ricker      | 2470   |
| 4.   | Siw Alida Renander | 2330   |
| 5.   | Kaori Takeyama     | 1970   |
| 6.   | Natasza Zurek      | 1960   |
| 7.   | Tricia Byrnes      | 1890   |
| 7.   | Annemarie Uliasz   | 1890   |
| 9.   | Leslee Olson       | 1690   |
| 10.  | Kelly Kaye         | 1510   |